# Pliopithecidae
De Pliopithecidae zijn een familie van uitgestorven zoogdieren die leefden van het Vroeg-Oligoceen tot het Mioceen.

## Kenmerken
Enkele primitieve kenmerken van deze familie zijn: een lange snuit, kleine hersenholte en (soms) een staart. Ondanks deze kenmerken waren het wel de eerste echte apen. De vorm, gebitskenmerken en stereoscopisch zicht waren de ontwikkelde kenmerken.

## Leefwijze
Ze waren aangepast aan het leven in de boomtoppen van dichte bossen.

## Ontwikkeling
Hun ontwikkeling begon zeer waarschijnlijk in Afrika in het Vroeg-Oligoceen, ongeveer 35 miljoen jaar geleden. Hun uitsterven vond plaats in het Mioceen, 10 miljoen jaar geleden.

## Taxonomie
- Familie: Pliopithecidae †
  - Onderfamilie: Crouzeliinae †
    - Geslacht: Anapithecus † Kretzoi, 1975
    - Geslacht: Egarapithecus † Moyà-Solà et al., 2001
    - Geslacht: Laccopithecus † Wu & Pan, 1984
    -  Geslacht: Plesiopliopithecus † Zapfe, 1961

  - Onderfamilie: Dionysopithecinae †
    - Geslacht: Dionysopithecus † Li, 1978
    -  Geslacht: Platodontopithecus † Li, 1978

  -  Onderfamilie: Pliopithecinae † Zapfe, 1961
    - Geslacht: Epipliopithecus † Zapfe & Hürzeler, 1957
    -  Geslacht: Pliopithecus † Gervais, 1849